# Косолманка
Косолма́нка (рос. Косолманка) — селище у складі Верхотурського міського округу Свердловської області.
Населення — 116 осіб (2010, 89 у 2002).
Національний склад населення станом на 2002 рік: росіяни — 90 %.